# Чернокрилия паток
„Чернокрилия паток“  (на английски: Darkwing Duck) е американски анимационен сериал, създаден от компанията Уолт Дисни. Излъчването му е от 31 март 1991 г. и до 12 декември 1992 г.

## „Чернокрилия паток“ В България
В България сериалът е излъчен по Канал 1 в програмата „Уолт Дисни представя“ през 1997 г. Екипът се състои от:
| Озвучаващи артисти      | Георги Тодоров Цветан Ватев Живка Донева Петър Евангелатов Любомир Младенов |
| Превод                  | Людмила Верих                                                               |
| Редактор                | Майя Пачникова                                                              |
| Текст на песента        | Румен Шопов                                                                 |
| Песента изпълнява       | Чочо Владовски                                                              |
| Компютърни надписи      | Соня Пенкова                                                                |
| Монтаж                  | Мадлена Иванова                                                             |
| Асистент-режисьор       | Ива Романова                                                                |
| Директор на продукцията | Нина Костова                                                                |
| Тонрежисьор             | Иван Василев                                                                |
| Режисьор на дублажа     | Красимир Ризов                                                              |
| Copyright               | БНТ, 1997 г.                                                                |